# یواس‌اس دین (۱۷۷۸)
یواس‌اس دین (۱۷۷۸) (به انگلیسی: USS Deane (1778)) یک کشتی است که طول آن ۹۶ فوت (۲۹ متر) می‌باشد.